# NGC 3727
NGC 3727 (другие обозначения — NPM1G -13.0331, PGC 35697) — линзообразная галактика (S0) в созвездии Чаши. Открыта Фрэнком Ливенвортом в 1886 году.
NGC 3727 является галактикой с активным ядром и относится к Сейфертовским галактикам, которые обычно характеризуются наличием широкого спектра корональных эмиссионных линий. NGC 3727 является в этом смысле исключением, поскольку в её спектре присутствуют только линии, соответствующие переходам на низшие потенциалы ионизации.
Этот объект входит в число перечисленных в оригинальной редакции «Нового общего каталога».